# Oxypetalum attenuatum
Oxypetalum attenuatum là một loài thực vật có hoa trong họ La bố ma. Loài này được (Rusby) Malme mô tả khoa học đầu tiên năm 1934.